# إقبال الغربللي
إقبال عبد اللطيف الغربللي (مواليد 1952) هي روائية كويتية. حصلت على درجة البكالوريوس في علوم الكمبيوتر، كما أنها عملت لفترة من الوقت كمبرمج كمبيوتر في الخطوط الجوية الكويتية . عملت أيضًا في شركة النقل الكويتية خلال حياتها المهنية. وقد نشرت عددًا من الروايات ومذكرات، وقد ظهر عملها في مجلتي النهضة واليقظة أيضًا.